# Tetrasquel

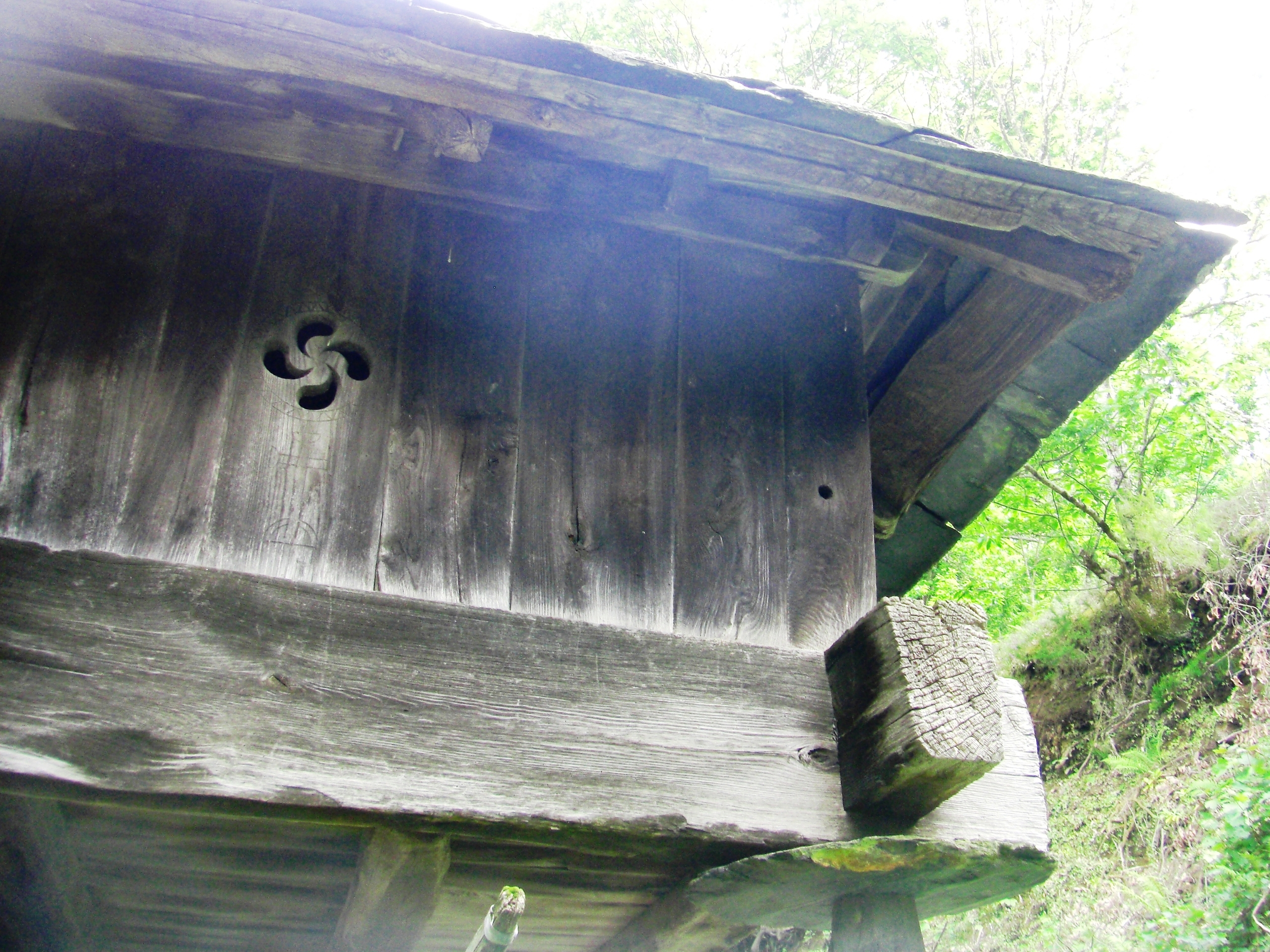
Tetrasquel o lauburu retallat a la fusta d'un antic hórreo a Os Ancares (Lugo, Galícia)

Construcció del lauburu

El tetrasquel o lauburu (del basc «quatre caps») és el nom que rep una creu de braços curvilinis. Aquest símbol es troba molt sovint entre les representacions artístiques de certs pobles europeus, com els cèltics i germànics, com per exemple, en dibuixos i talles visigòtiques. Així mateix, poden veure's lauburus gravats en petròglifs de Galícia i en hórreos asturians i gallecs (com, per exemple, a Grullos, Quirós i Piornedo), sent denominats en aquest cas simplement «tetrasquels». També han estat utilitzades esvàstiques curvilínies de quatre o més braços a Aragó, on es coneixen en alguns pobles pirinencs com cuatrefuellas o religadas (aquest últim nom independentment del nombre de braços). És actualment un dels símbols més representatius i recognoscibles de la cultura basca, si bé tradicionalment mai ha estat usat, per exemple, en escuts o banderes de cap territori de les actuals províncies de Biscaia, Guipúscoa, Àlaba o Navarra.

## Etimologia
El terme tetrasquel, prové del grec tetra («quatre») i del bretó askell («ales») i el terme lauburu procedeix de les paraules en basc lau («quatre») i buru («cap»). Altres fonts suggereixen la procedencia llatina del terme, de manera que aquest seria una adaptació popular del vocable llatí labarum. D'aquest vocable també procediria la denominació del lábaro càntabre, inspirat contemporàniament en els esteles càntabres d'origen cèltic. Una única font, Fidel Fita, pensa que la relació és la inversa, i labarum seria una adaptació de temps d'Octavi August de la paraula basca.

## Signes similars
El lauburu és la variant curvilínia de la creu gammada o esvàstica (sànscrit: स्वस्तिक svastika), un tipus de tetrasquel. L'esvàstica, amb les seves variants, és un símbol molt comú en moltes cultures indoeuropees. Existeixen proves de l'ús de l'esvàstica rectilínia al nord de la península Ibèrica abans de la invasió romana. Per tant, és possible que el lauburu procedeixi directament de l'esvàstica rectilínia o que formi part d'una mateixa família de signes amb un origen comú. S'han trobat trisqueles i tetrasqueles preromans a Biscaia, en les esteles trobades a Arrieta, Forua, Busturia, Meñaka, Dima i Zamudio.
Un altre signe similar al lauburu és l'anomenada «rosa camuna», un dels petròglifs trobats a Val Camonica (Itàlia) i que data de temps dels camuns, una civilització que va viure en aquesta vall durant l'edat del ferro.

## Significat

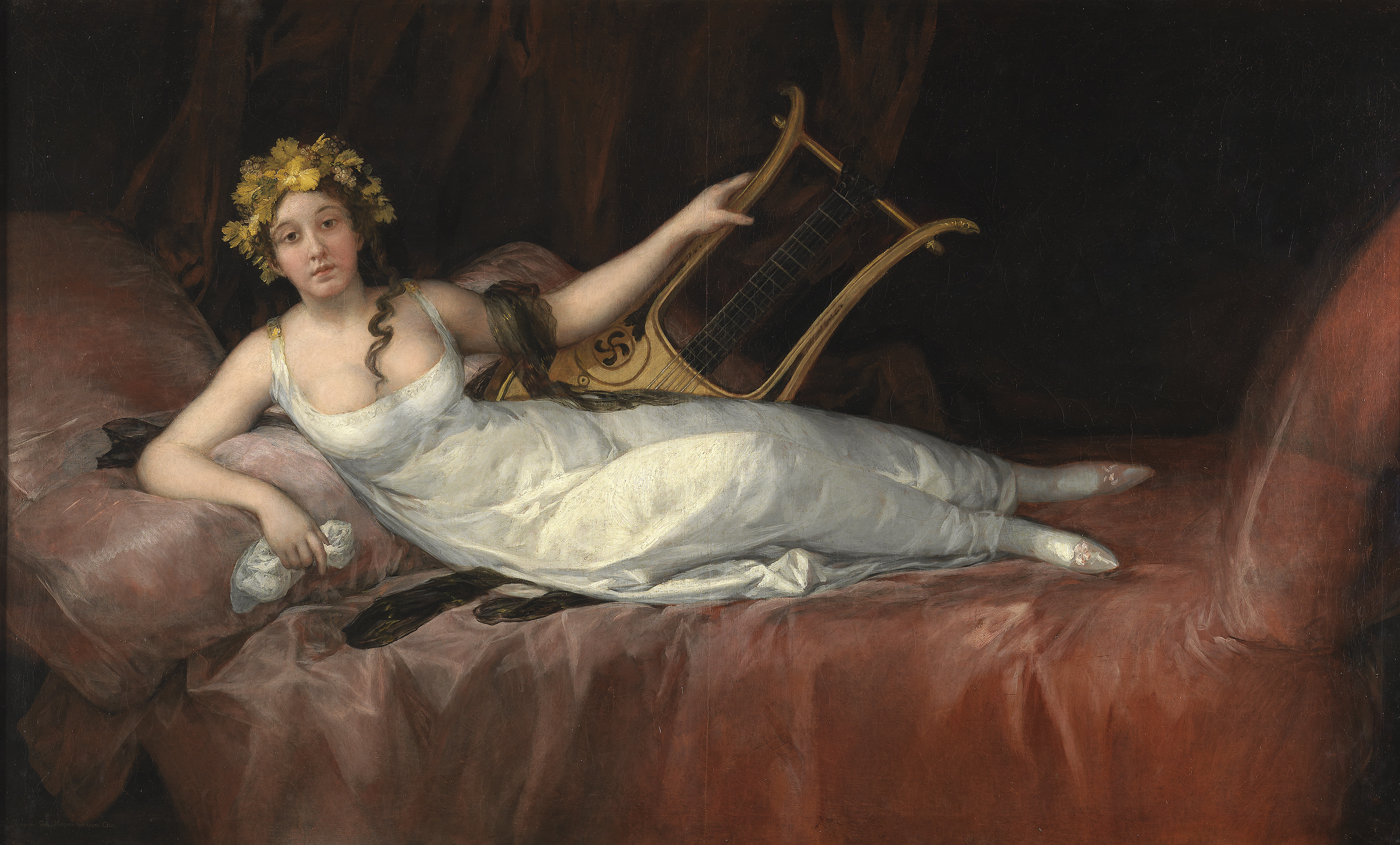
La lira de La Marquesa de Santa Cruz, de Goya (c. 1805) està decorada amb un tetrasquel.

Es tracta d'un símbol precristià el significat del qual està discutit. Podria representar una roda solar amb rajos o peus als extrems que simbolitzaria el moviment i la força solar. També s'ha plantejat que podria representar el moviment o les etapes vitals humanes dividides en quatre. Sabino Arana també va proposar que es tractaria d'un símbol que representaria el sol per tal de sustentar la seva hipòtesi que el poble basc primitiu tenia culte al sol. També defensà de manera equivocada que Euzko provindria d'Eguzki (sol) per justificar la seva hipòtesi.
El tetrasquel apareix en banderes o altres ensenyes i és usat des del segle xvi o principis del segle xvii. També se'n poden trobar en esteles funeraris, als frontispicis de les cases i en altres llocs a manera d'amulet o talismà. Modernament, s'utilitza tant amb caràcter folklòric com polític.
Inicialment, la creu gammada rectilínia va ser adoptada com a «ensenya pròpia» d'Euskadi per Sabino Arana (que no la va denominar lauburu) influït per les teories de Larramendi i Fita. El símbol començaria a ser emprat per les joventuts del PNB com a insígnia a la solapa el 1914. Durant la Segona República Espanyola, aquesta versió es va alternar amb el lauburu, és a dir la creu gammada amb rematada circular. Més coneguda en aquells dies com euskalorratza o simplement esvàstica. La semblança amb l'esvàstica nazi de la versió rectilínia (únicament diferenciades per l'angle d'inclinació), va fer que s'acabés donant primacia a la versió curvilínia i al terme lauburu.

## Galeria

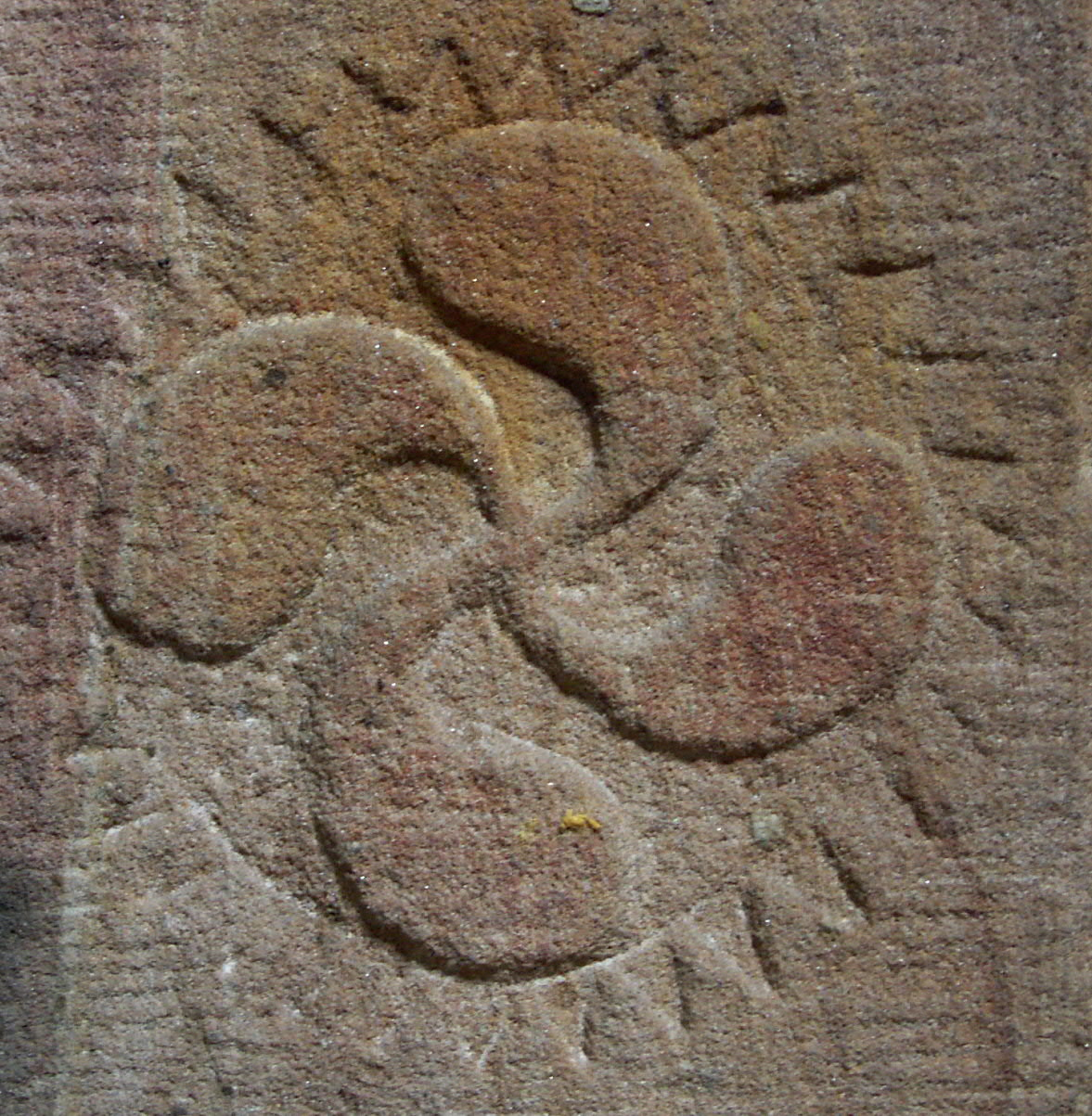
Sauvástica curvilínia en una pica baptismal cristiana a Alemanya.
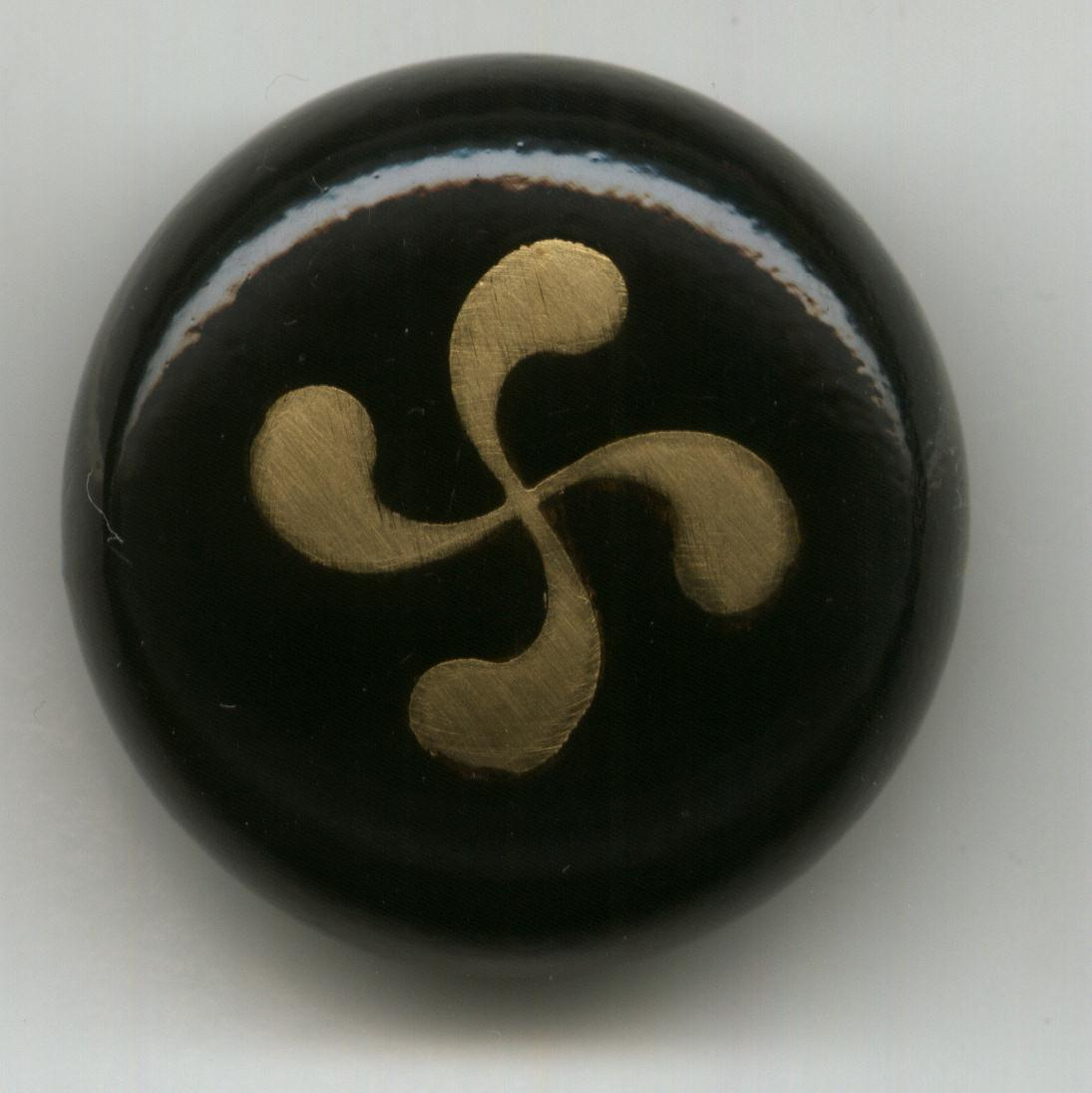
Lauburu en el pom de l'empunyadura d'una makila o bastó.
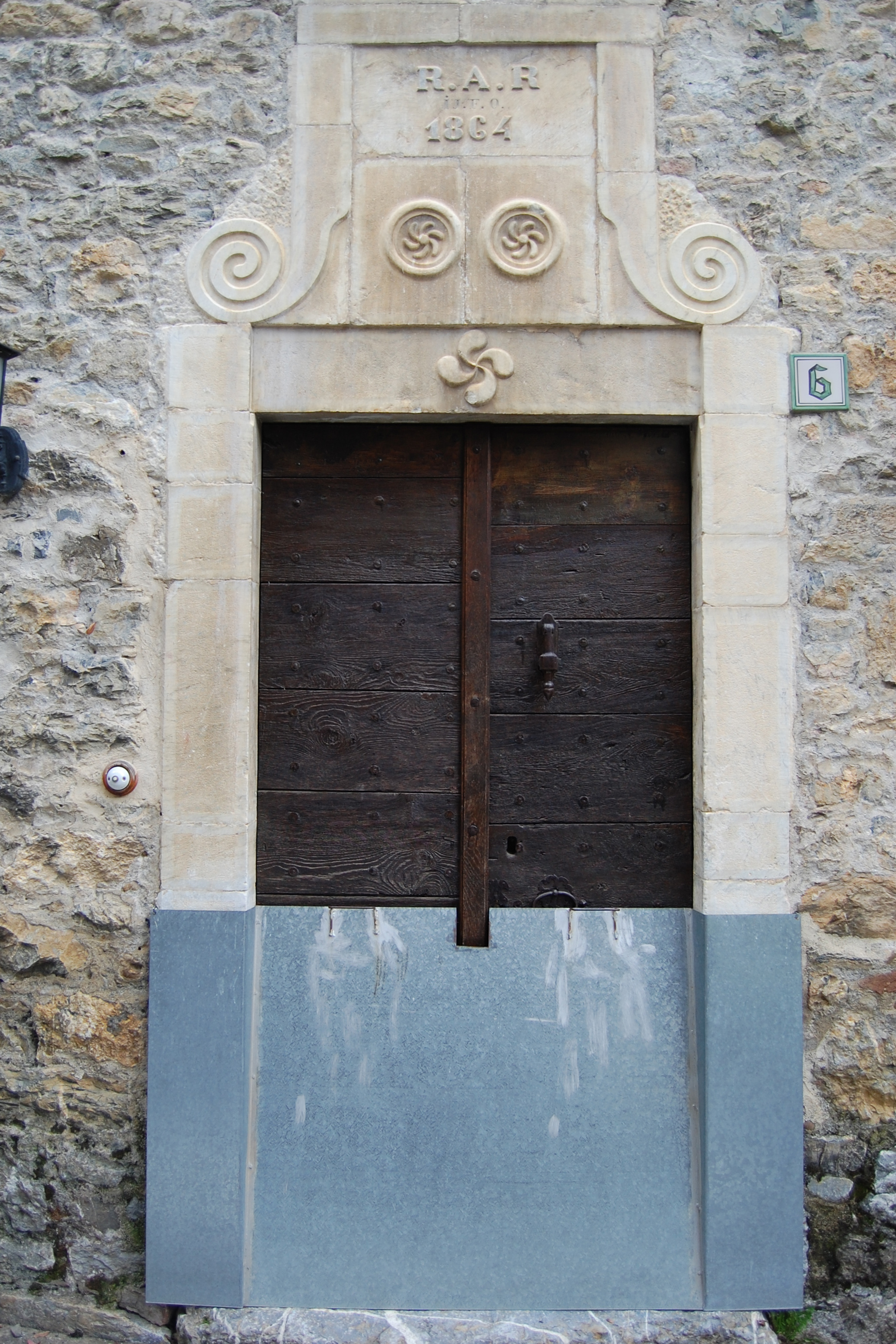
Cuatrefuellas a casa Casalera, El Pueyo de Jaca, Osca, Aragó.
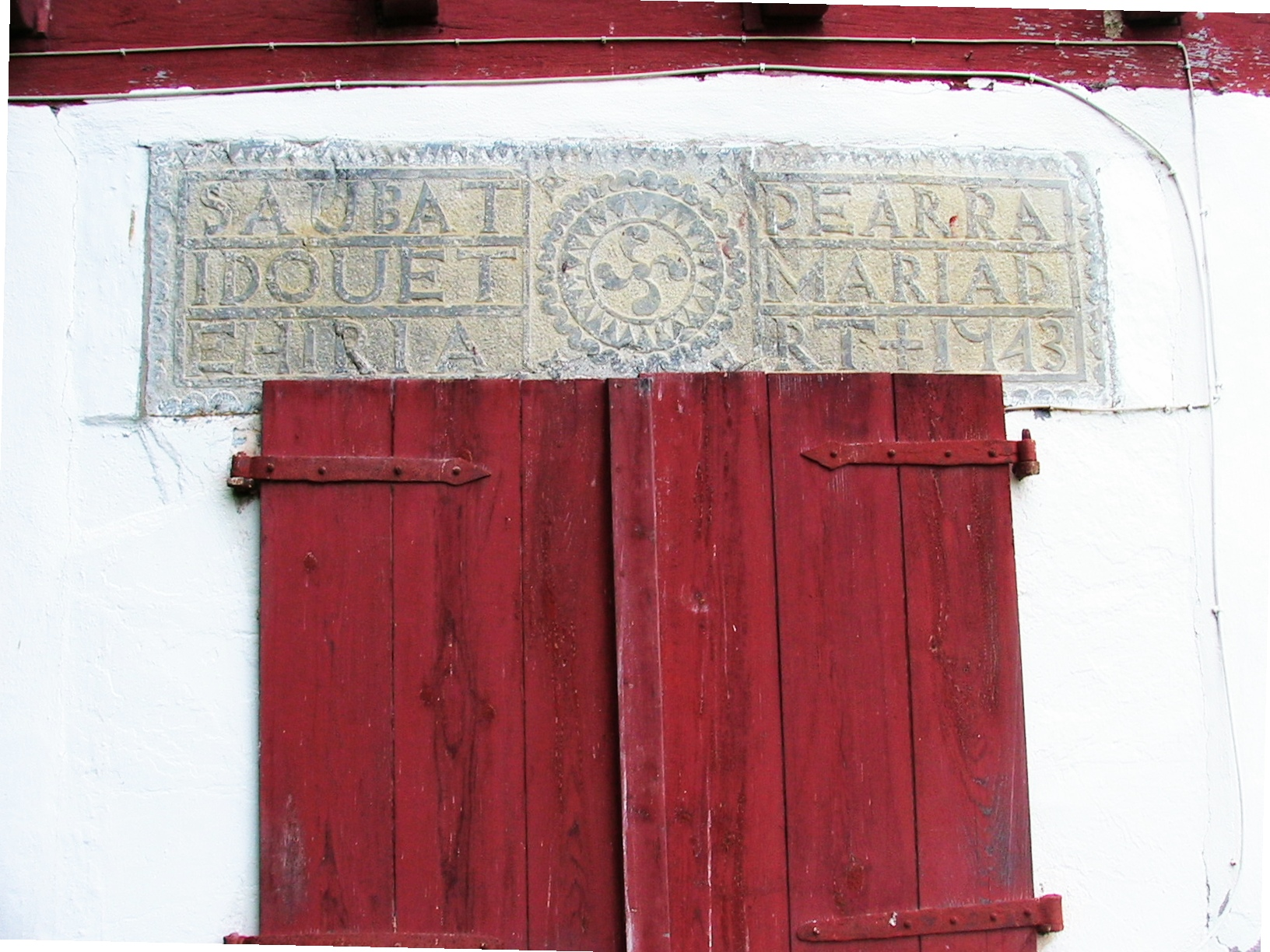
Finestra en Aiherra, Baixa Navarra.
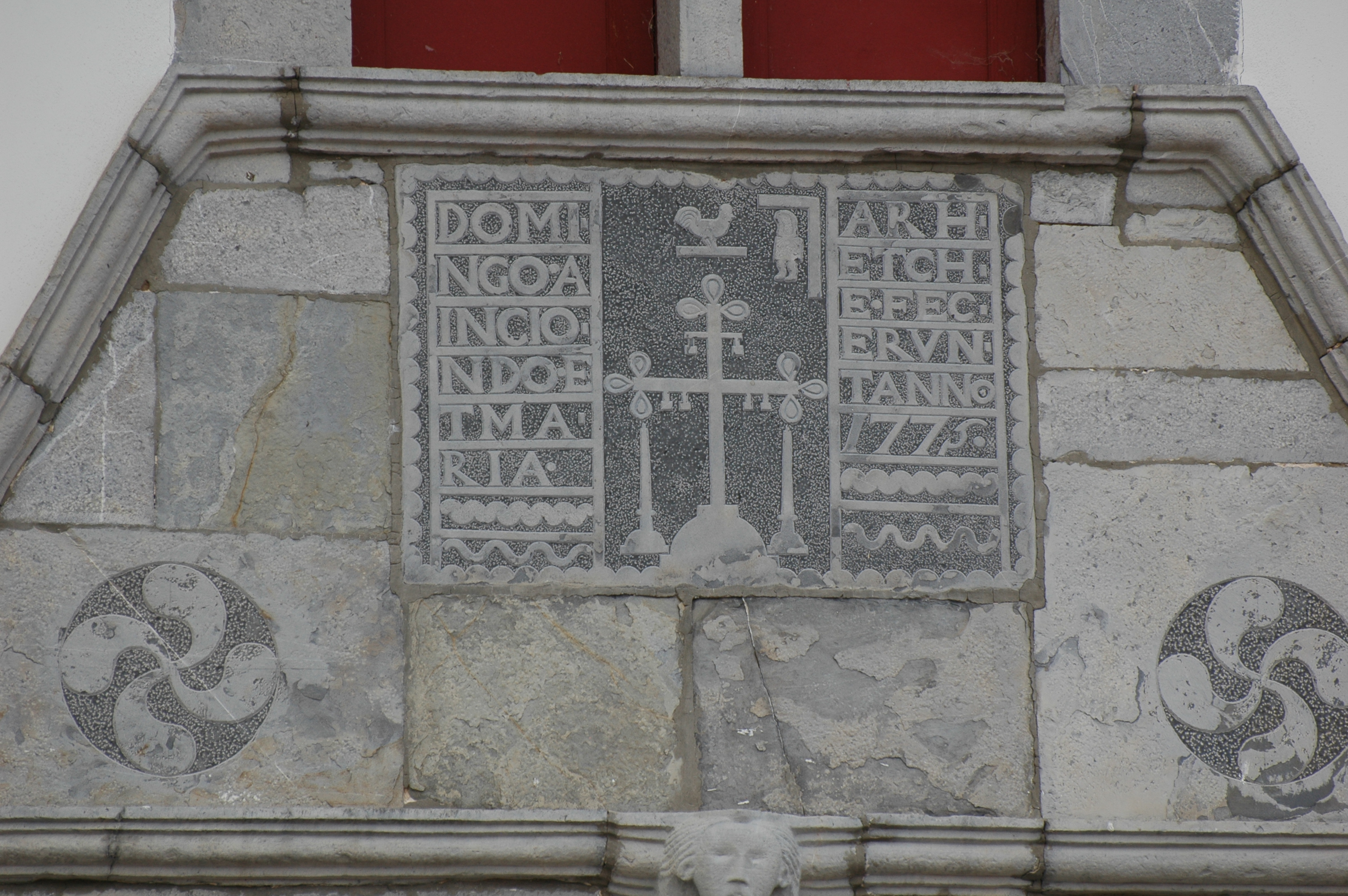
Llinda esculpida, Armendaritze, Baixa Navarra.
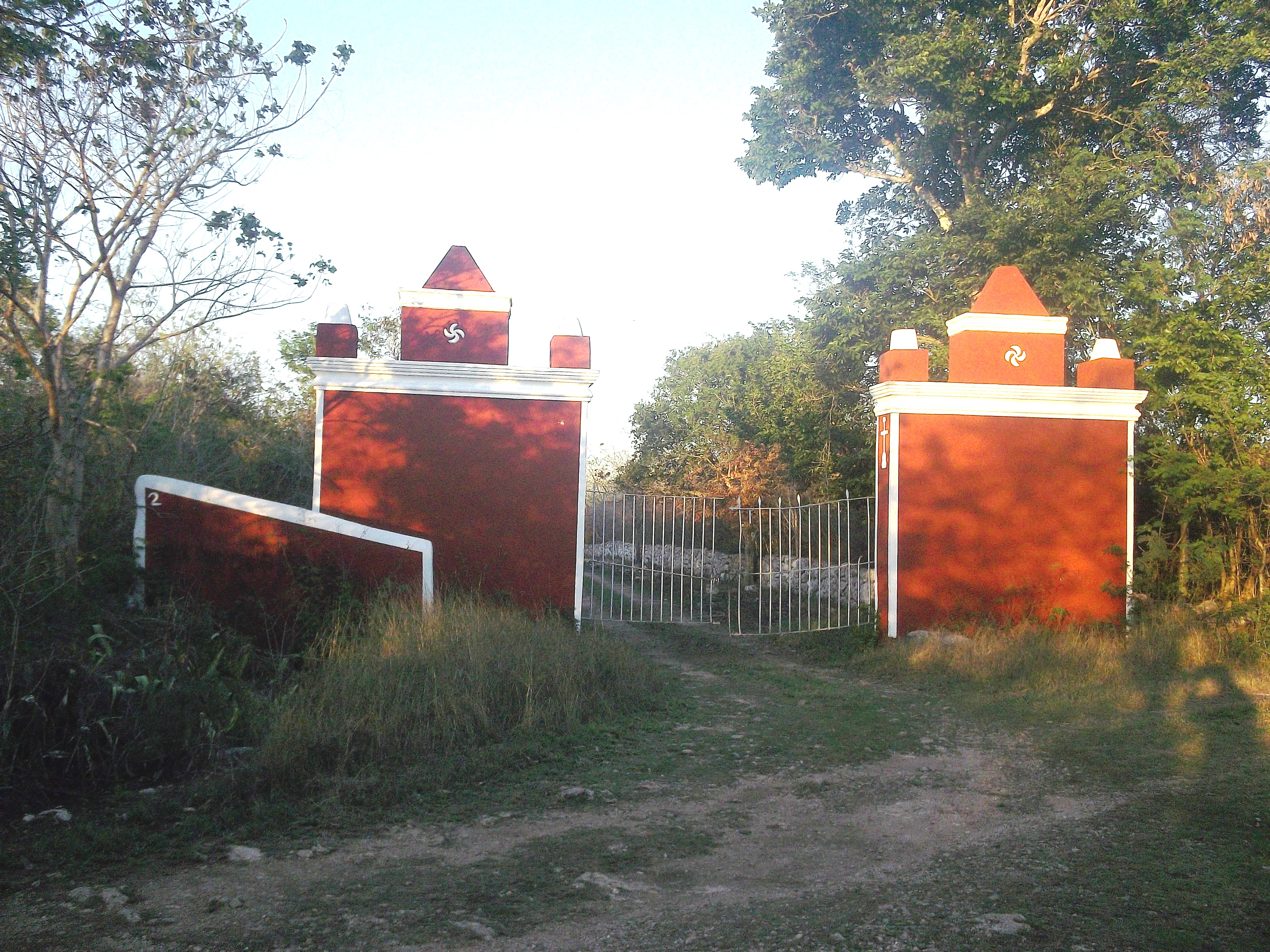
Entrada de la hisenda Bacne-Ceh, Yucatán, Mèxic.
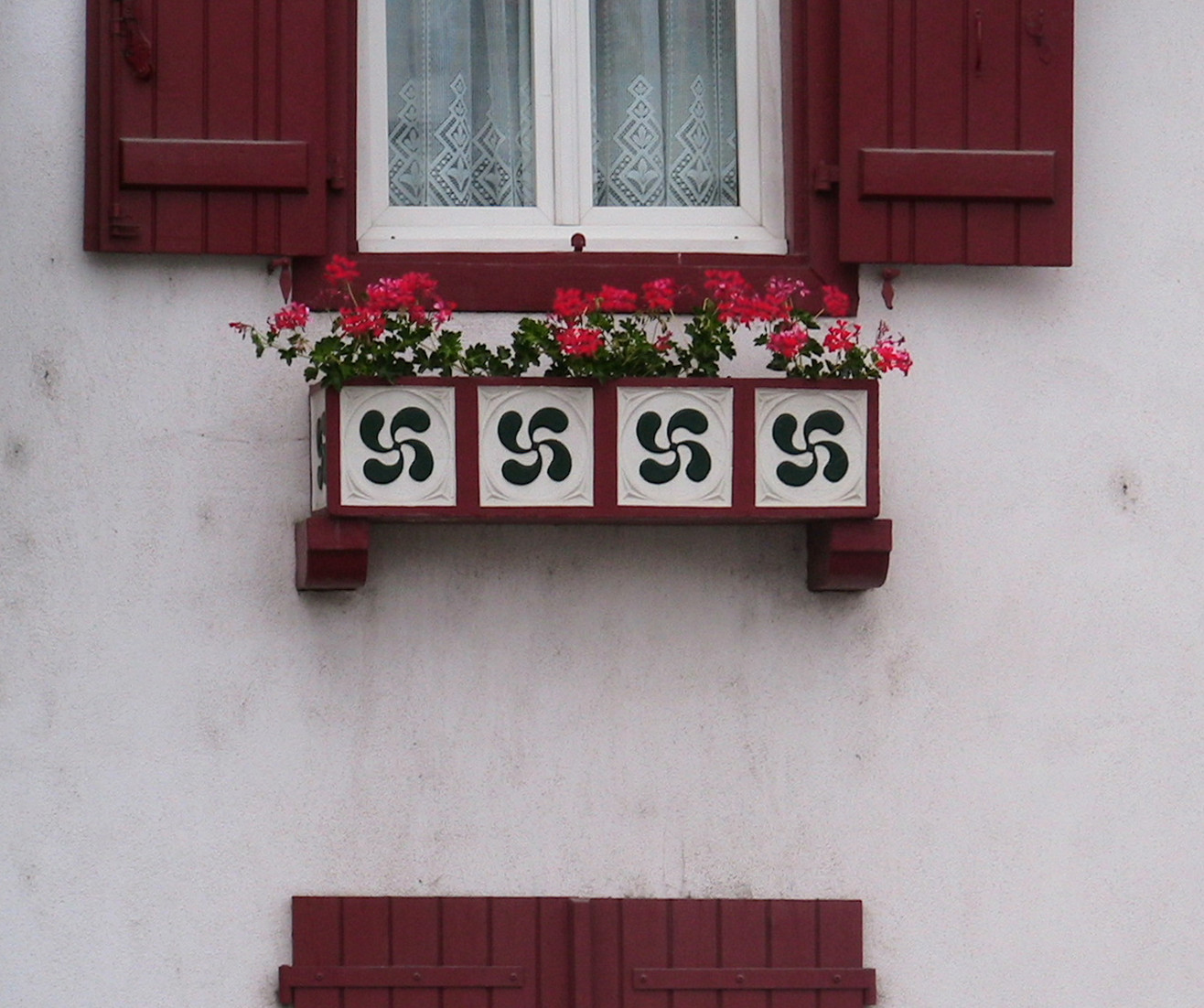
Finestra amb lauburu en Hazparne, Lapurdi.
Logotip del partit Acció Nacionalista Basca (ANV).